# أولاد حمو منصور (ازعومن)
أولاد حمو منصور هو دُوَّار يقع بجماعة أولاد بوبكر، إقليم الدريوش، جهة الشرق في المملكة المغربية. ينتمي الدوّار لمشيخة ازعومن التي تضم 10 دواوير. يقدر عدد سكانه بـ 396 نسمة حسب الإحصاء الرسمي للسكان والسكنى لسنة 2004.

## روابط خارجية
- البوابة الوطنية للجماعات الترابية
- المندوبية السامية للتخطيط